# Glinno (jezioro w powiecie kartuskim)
Glinno – przepływowe jezioro wytopiskowe w Polsce położone w województwie pomorskim, w powiecie kartuskim, w gminie Stężyca na obszarze Pojezierza Kaszubskiego, między miejscowościami Borucino i Kamienica Szlachecka.
Ogólna powierzchnia: 8,68 ha.